# Vanilla helleri
Vanilla helleri är en orkidéart som beskrevs av Alex Drum Hawkes. Vanilla helleri ingår i släktet Vanilla och familjen orkidéer. Inga underarter finns listade i Catalogue of Life.